# Vanjärvi (sjö i Nyland)
Vanjärvi är en sjö i Vichtis kommun i Finland.   Den ligger i landskapet Nyland, i den södra delen av landet, 50 km nordväst om huvudstaden Helsingfors. Vanjärvi ligger 32,6 meter över havet. I omgivningarna runt Vanjärvi växer i huvudsak blandskog. Arean är 69,7 hektar och strandlinjen är 5,34 kilometer lång. Sjön  ingår i Karisåns huvudavrinningsområde. 
I övrigt finns följande i Vanjärvi:
- Puttisaari (en ö)